# Меровиншка уметност
Меровиншка уметност је развојна фаза пред уметности раног средњег века, предроманске уметности на територији Франачке државе која се развијала у 7. веку и почетком 8. века и названа је по владајућем роду Меровинга и спада такође у предкаролиншку уметност.

## Карактеристике
Ова уметност се карактерише преплитањем позне античке уметности- грчке уметности и уметности римске која је била последица доприноса стара хришћанска уметност и утицајем барбарске уметности из доба сеобе народа.